# T. R. Knight

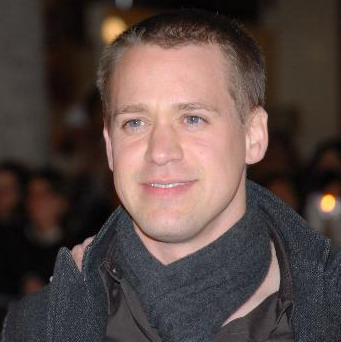
T. R. Knight 2008

Theodore Raymond „T. R.“ Knight (* 26. März 1973 in Minneapolis, Minnesota) ist ein US-amerikanischer Schauspieler.

## Leben
Bis zu seinem Umzug nach New York lebte und arbeitete T. R. Knight in seiner Heimatstadt Minneapolis, dort war er in der örtlichen Schauspielgruppe des Guthrie-Theaters angestellt, bei dem Knight auch später in einigen ausgewählten Stücken mitwirkte.
In New York schlug sich Knight mit kleineren Broadway-Produktionen durch, bis ihm 2003 mit seiner Darstellung des Damis in Molières Tartuffe der Durchbruch gelang. Im selben Jahr wurde er für seine Leistung in Anto Howards Scattergood in der Kategorie Outstanding Featured Actor in a Play für einen Drama Desk Award nominiert.
Später folgten kleinere Rollen in Fernsehserien, bevor Knight 2005 eine der Hauptrollen in Grey’s Anatomy erhielt. Für den Part des jungen und ängstlichen Assistenzarztes Dr. George O’Malley wurde er 2006 gemeinsam mit dem Schauspielensemble um Ellen Pompeo, Patrick Dempsey und Sandra Oh für einen Screen Actors Guild Award nominiert. Im selben Jahr geriet Knight in den Fokus der Boulevardpresse, als er sich im US-amerikanischen Wochenmagazin People als homosexuell outete, um die „unnötigen Gerüchte“ zu beenden. Im Jahr 2009 bat Knight darum, aus seinem Vertrag bei Grey's Anatomy drei Jahre vor dessen Ablauf entlassen zu werden. Diesem Wunsch wurde nach der fünften Staffel der Serie stattgegeben. Anschließend begann der Darsteller ein Theater-Engagement.
Seit Oktober 2013 lebt Knight in einer eingetragenen Partnerschaft.

## Trivia
TR Knight kehrte 11 Jahre nach seinem Serientod einmalig für einen Gastauftritt zu Grey's Anatomy zurück (Staffel 17, Folge 4). Er erschien dort dem Hauptcharakter Meredith Grey, die in der Serie an COVID-19 erkrankt war, in einem Fiebertraum. Bereits in Staffel 15 Folge 6 erschien sein verstorbener Charakter George O’Malley am Ende der Folge digitalisiert. Er wurde jedoch von der vorbeilaufenden Meredith nicht wahrgenommen.

## Filmografie (Auswahl)
- 2002: Garmento
- 2003: Frasier (Fernsehserie, Folge 11x07)
- 2003: Charlie Lawrence (Fernsehserie, 6 Folgen)
- 2004: CSI: Den Tätern auf der Spur (CSI: Crime Scene Investigation, Fernsehserie, Folge 4x17)
- 2004: Criminal Intent – Verbrechen im Visier (Law & Order: Criminal Intent, Fernsehserie, Folge 3x10)
- 2005–2009, 2020: Grey’s Anatomy (Fernsehserie, Folgen 1x01–5x24, 17x04)
- 2006: Vater wider Willen (The Last Request)
- 2006: Sesamstraße (Sesame Street, Fernsehserie, Folge 37x12)
- 2007: Max’s Words (Kurzfilm, Stimme des Erzählers)
- 2011: Law & Order: Special Victims Unit (Fernsehserie, Folge 13x04)
- 2013: Good Wife (The Good Wife, Fernsehserie, 7 Folgen)
- 2013: 42 – Die wahre Geschichte einer Sportlegende (42)
- 2015: A Year and Change
- 2016: 11.22.63 – Der Anschlag (11.22.63, Miniserie, 4 Episoden)
- 2017: The Catch (Fernsehserie, 6 Episoden)
- 2017: When We Rise (Fernsehserie, 4 Episoden)
- 2017: Hello Again
- 2017–2018: Genius (Fernsehserie, 10 Episoden)
- 2019: The Bravest Knight (Fernsehserie, 13 Episoden, Stimme)
- 2019: God Friended Me (Fernsehserie, Folge 2x08)
- 2020: Will & Grace (Fernsehserie, Folge 11x13)
- 2020: The Comey Rule (Miniserie, Folge 2 Folgen)
- 2020–2022: The Flight Attendant (Fernsehserie)
- 2024: Adam the first (Kinofilm)
- 2025: Forge